# Dancing in the Darkness
Dancing in the Darkness är en självbiografi, skriven av rockmusikern Frankie Poullain.
Boken handlar till största delen om Poullains tid i det brittiska rockbandet The Darkness, och tar även upp hur det gick till när han blev sparkad från bandet.